# Texas Is the Reason
Texas Is the Reason è una band statunitense indie rock-emo, formatasi a New York nel 1994. Appartenente alla seconda ondata dell'emo, la band risente dell'influenza dei Sunny Day Real Estate che con la loro musica indie rock e post-grunge modificarono lo stile chiamato appunto emo, fino ad allora appannaggio delle band dal suono tipicamente hardcore punk più raffinato e melodico.

## Storia
La band viene formata da Norm Arenas, chitarrista della band hardcore Shelter influenzata dalla religione Hare Krishna, insieme all'amico batterista, ed anch'esso appartenente alla stessa religione, Chris Daly. Entrambi volevano lasciarsi alle spalle l'influenza religiosa e reclutarono allo scopo l'ex bassista dei Fountainhead Scott Winegard e Garrett Klahn come cantante e chitarrista.

Il nome della band si rifà al brano Bullet dei Misfits e si riferisce ad una teoria secondo la quale John F. Kennedy venne assassinato da alcuni texani appartenenti al partito democratico, che volevano con ciò permettere la salita al potere di Lyndon B. Johnson.

Tra il 1995 e l'inizio del 1996 la band pubblicò i primi tre EP, che ebbero un discreto successo nell'ambiente underground. Ad essi seguì, sempre nel 1996, l'album Do You Know Who You Are?, che si riferisce a quella che sarebbe l'ultima frase detta da John Lennon, prodotto dal cantante dei Jawbox J. Robbins. Il disco, che conteneva altri brani che richiamavano l'assassinio di Kennedy, ebbe un discreto successo, vista il crescente ritorno di popolarità del genere con il punk revival, e attirò l'attenzione delle major discografiche sulla band, tanto che nel 1997 essa siglò un accordo con la Capitol Records. Ciò tuttavia aumentò la tensione all'interno del gruppo tanto da determinare lo scioglimento nello stesso anno durante un tour in Europa.

In seguito allo scioglimento, i componenti iniziarono carriere separate: Winegard e Arenas formarono la band New End Original, mentre Klahn formò i Solea insieme ad alcuni componenti dei Samiam. Tuttavia nel 2006, a distanza di dieci anni dalla pubblicazione del loro unico album studio, i Texas Is the Reason si riunirono per un concerto a New York proprio per festeggiare questo anniversario. L'esibizione venne ripetuta per due giorni visto il grande successo della prima serata ma nonostante ciò la band ha smentito voci su una riunione.

## Formazione
- Garrett Klahn - voce, chitarra
- Norm Arenas - chitarra
- Scott Winegard - basso
- Chris Daly - batteria

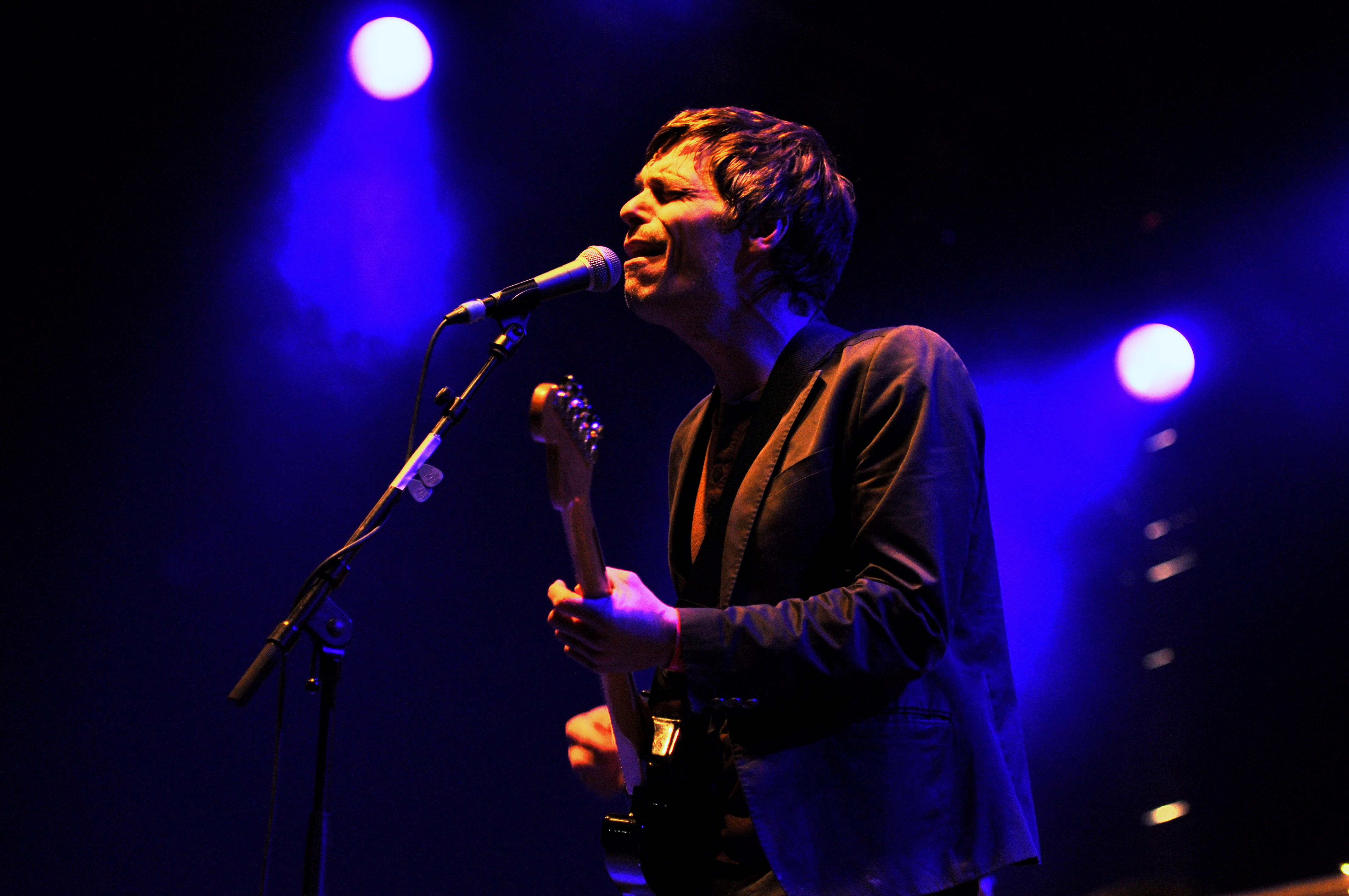
Garrett Klahn, 2013
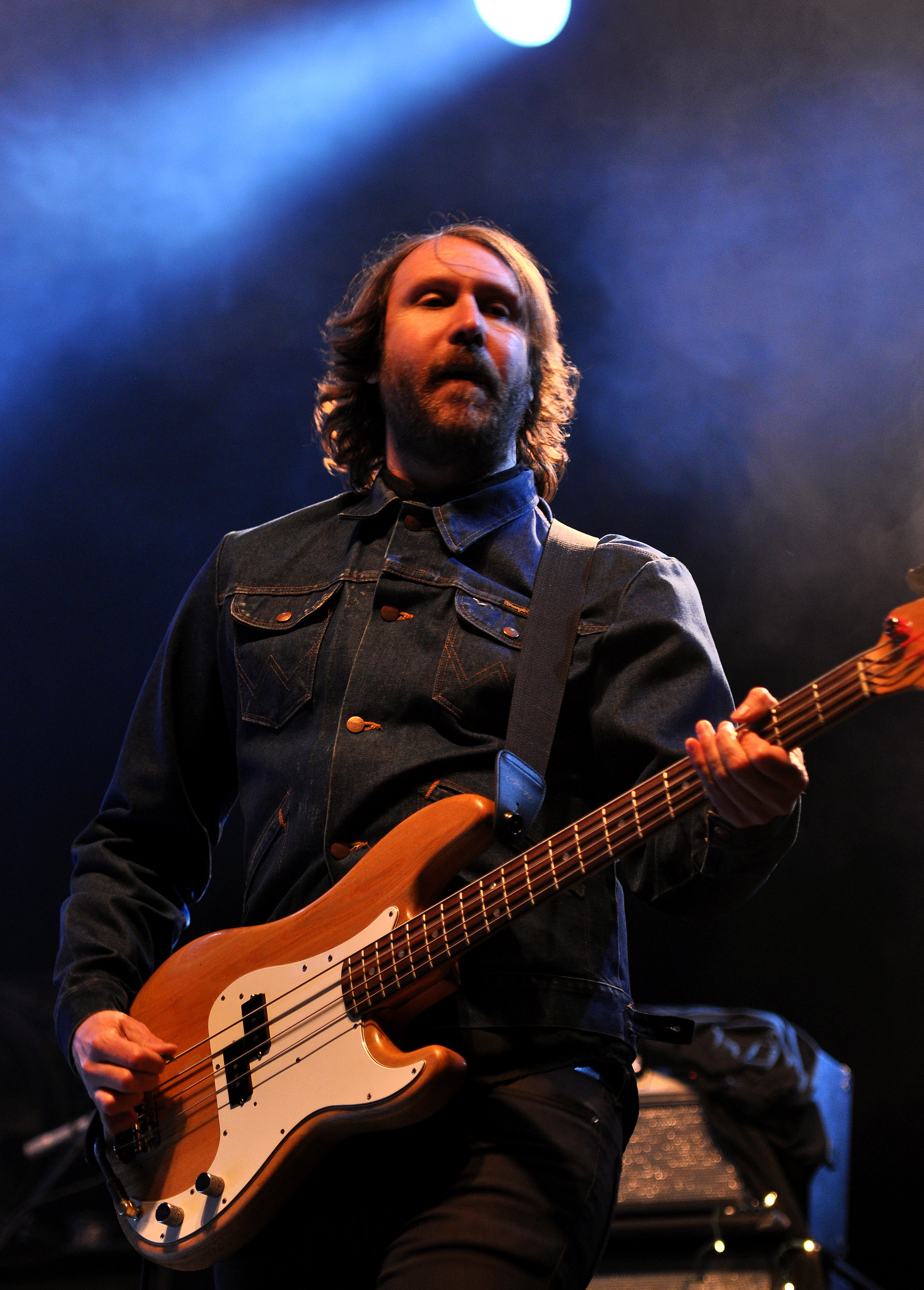
Scott Winegard, 2013
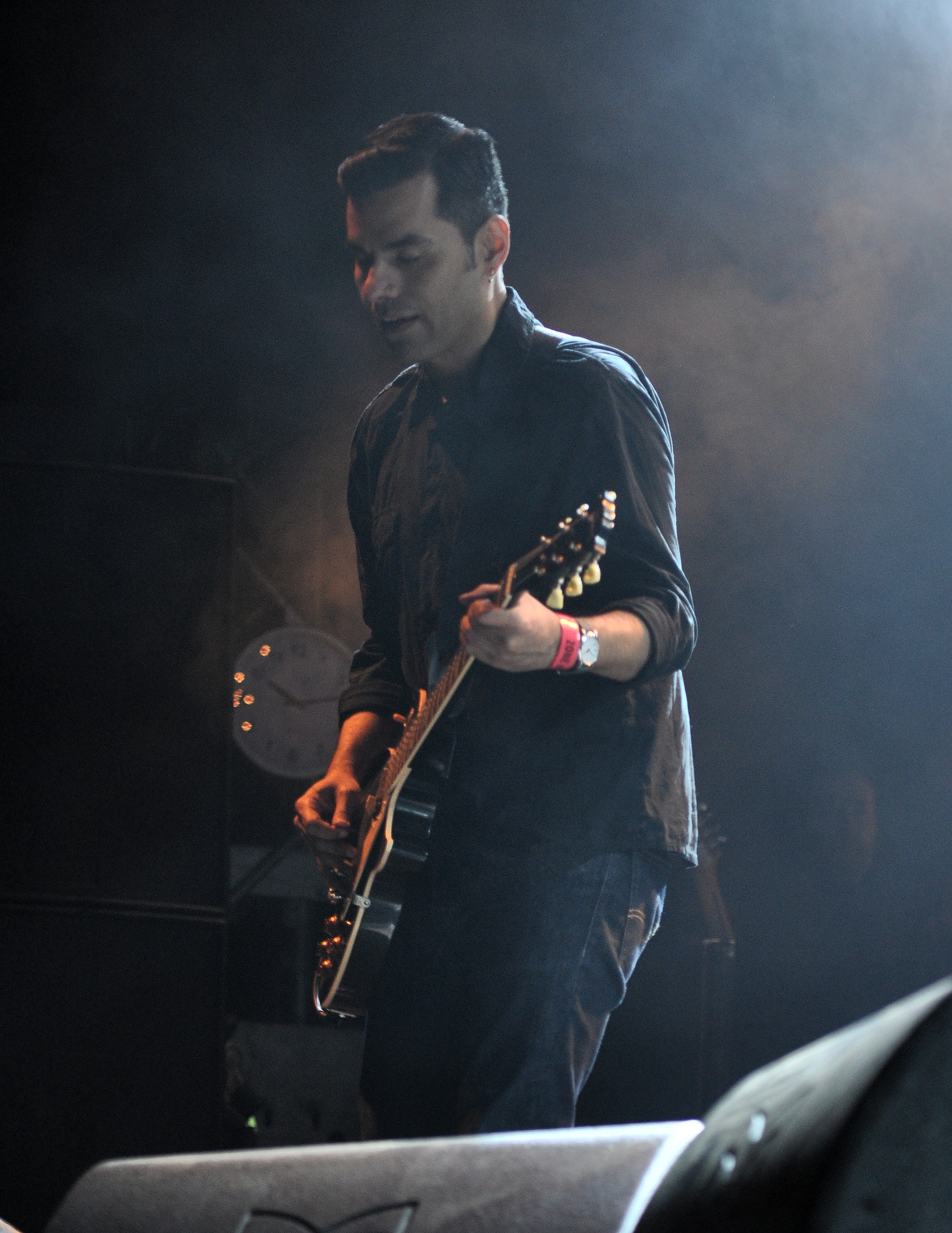
Norm Arenas, 2013

## Discografia

### Album in studio
- 1996 - Do You Know Who You Are?

### EP
- 1995 - Texas Is the Reason

### Split
- 1995 - Split 7 (con i Samuel)
- 1996 - Split 7 (con i The Promise Ring)
- 1999 - Your Choice Live Series 037 (con i Samiam)